# Брудні кольори
У геральдиці бруд (іноді називаються кольорами плям) — одна з декількох нестандартних тинктур або кольорів (а саме шовковичний, кривавий і засмаглий), які відомі в геральдиці лише після доби Середньовіччя і могли використовуватися як частина знаків відміни, хоча майже жодного з цих знаків не знайдено насправді в геральдичній практиці; і, наприклад, у британській геральдиці ці кольори використовуються лише у виняткових випадках (крім цілей лівреї).

## Багранець
Багрянець (або шовковичний) — червонувато-фіолетовий колір. Колір багрянцю, що використовується в гербах повинен бути чітко темнішим від фіолетового і виділятися з нього приблизно в тій же мірі, що кривавець темніший, ніж червінь і брунатний від коричневого. Хороше порівняння між двома тинктурами можна отримати, порівнявши багранцю в гербі Університету Вельзу з пурпуром лева, що прикрашає герб Леонського королівства.

## Кривавець
Кривавець — коричнево-червоний або криваво-червоний колір. Він повинен бути темнішим за червінь, звичайний червоний, приблизно з тієї ж міри, що і багрянець до пурпура, і брунат від коричневого.

Він також може бути використаний для зображення тварин, що називаються écorché (обпалені) у французькій геральдиці, хоча це дуже рідко використовується серед і без того рідкісних випадків блазонів, що зображують кровотечі тварин, на яких замість цього використовується звичайний червінь.

## Засмаглий
Засмаглий (іноді його називають темно-коричневим) — помаранчево-коричневий колір, хоча оранжевий вважається відмінним у континентально-європейських та африканських геральдичних традиціях. У сучасній і справжній французькій геральдиці колір називається танне і стосується процесу дублення шкіри та кольору, який, як кажуть, має готовий виріб, звідси і назва танне («засмагле»). Будучи початковим відтінком коричневого, доступним сам по собі в геральдиці, його штрихувальна форма природно набула форми червоних і зелених ліній, змішаних між собою. Очікується, що засмаглий буде трохи темнішим за червоний, явно темнішим від помаранчевого, але світлішим за брунатний (темно-коричневий), кривавий (темно-червоний), багряний (темно-фіолетовий) колір і чернь.

## Історичні приклади

Прапор Другої іспанської республіки (1931—1939)

- Вельзький університет, створений в 1893 році, прийняв герб із золотим написом: срібний на багряному поясі, три середньовічні лампи.[4]
- Прапор Другої іспанської республіки, прийнятий в 1931 році, був триколором червоного, жовтого і багряної кольору (ісп. roja, amarilla y morada).